# シニー (小惑星)
シニー (1787 Chiny) は、メインベルトの小惑星である。ベルギーの天文学者、シルヴァン・アランがベルギー王立天文台で発見した。
ベルギーのワロン地域の街、シニー (Chiny) に因んで名付けられた。